# دايفيد باتلر
دايفيد باتلر (بالإنجليزية: David Butler)‏ (و. 1894 – 1979 م) هو مخرج سينمائي، وكاتب سيناريو، ومنتج أفلام، وممثل، من الولايات المتحدة الأمريكية، ولد في سان فرانسيسكو، توفي في أركاديا، لوس أنجليس، كاليفورنيا، عن عمر يناهز 85 عاماً.

## وصلات خارجية
- دايفيد باتلر على موقع IMDb (الإنجليزية)
- دايفيد باتلر على موقع الموسوعة البريطانية (الإنجليزية)
- دايفيد باتلر على موقع ألو سيني (الفرنسية)
- دايفيد باتلر على موقع تيرنر كلاسيك موفيز (الإنجليزية)
- دايفيد باتلر على موقع أول موفي (الإنجليزية)
- دايفيد باتلر على موقع قاعدة بيانات الأفلام السويدية (السويدية)
- دايفيد باتلر على موقع إن إن دي بي (الإنجليزية)
- دايفيد باتلر على موقع قاعدة بيانات الفيلم (الإنجليزية)
- دايفيد باتلر على موقع كينوبويسك (الروسية)